# Église Notre-Dame de Châtillon-sur-Marne
Ne doit pas être confondu avec Église Notre-Dame.
L'église Notre-Dame de Châtillon-sur-Marne est une église gothique construite au XVIe siècle, dédiée à Notre-Dame et située dans la Marne .

## Historique
L’église, ancienne collégiale du château datait peut-être comme lui du Xe siècle. Établie dans l'enceinte du château, elle servait de chapelle seigneuriale et d'église paroissiale.
Au XIIe siècle, l'église est devenue un prieuré de l'abbaye de Marmoutiers à la suite d'un accord entre Eudes, abbé de Marmoutiers, Goslin ou Josselin de Vierzy, évêque de Soissons, et Gaucher de Châtillon, seigneur du lieu, en 1134. Le prieuré a reçu le vocable de Notre-Dame-du-Mont-Saint-Martin. Le prieuré a connu une période de prospérité à la fin du XIIe siècle grâce à de nombreuses donations.
Jean de Mauléon, abbé de Marmoutiers, note, au cours d'une visite qu'il fait entre 1321 et 1325, que l'église est en très mauvais état.
L'église est pillée en 1420 lors du passage des Bourguignons. Le château est brûlé et l'église pillée par les Impériaux de Charles Quint, en 1544.
Il ne reste pratiquement plus rien de l'église médiévale. Elle a été reconstruite au XVIe siècle, à partir de 1552, sauf le mur occidental, dans le style Renaissance. Elle est de nouveau saccagée en 1575 par les calvinistes allemands venus aider le prince de Condé.
Le bâtiment eu beaucoup à souffrir de la Révolution, la commune fit 22 000 francs de réparations qui incluait un nouveau toit pour le clocher. Devant pyramidal à la place d'un dôme, il ne pouvait plus accueillir que deux cloches. Les deux pignons des bas-côtés étant rasés. Les autels sont faits des trois ordres superposés. La façade était du même style mais a été modifié par Édouard Thiérot, architecte diocésain, entre 1873 et 1875 sous la supervision d'Eugène Viollet-le-Duc. La somme de 9 500 francs dépensé, il fallait une nouvelle souscription pour réparer en 1876 l'horloge qui avait depuis longtemps cessé de fonctionner.
L'église a de nouveau souffert pendant la Première Guerre mondiale.
L'église a été classée au titre des monuments historiques le 17 juin 1919.

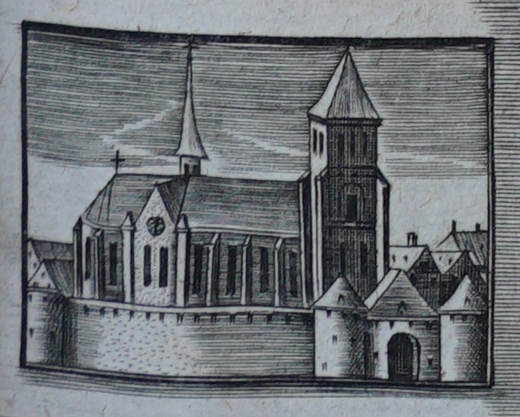
L'église du XVIIe avec sa porte de ville, André du Chesne.
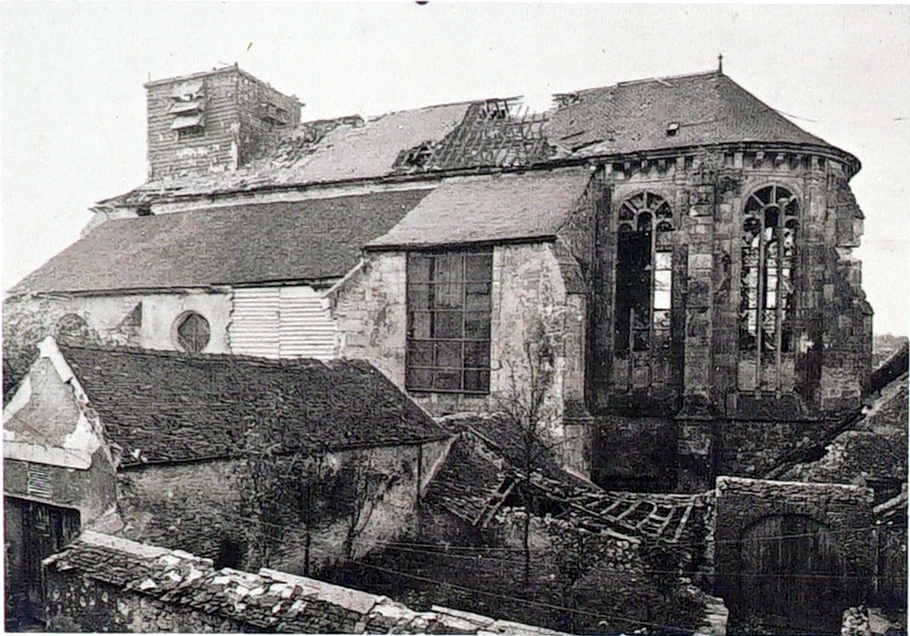
Au sortir de la Grande Guerre.

### Rattachement
L'église faisait partie du diocèse de Soissons, puis, avec le Concordat de 1801, au diocèse de Meaux. Depuis le rétablissement de l'archidiocèse de Reims, elle lui a été rattachée.

## Images

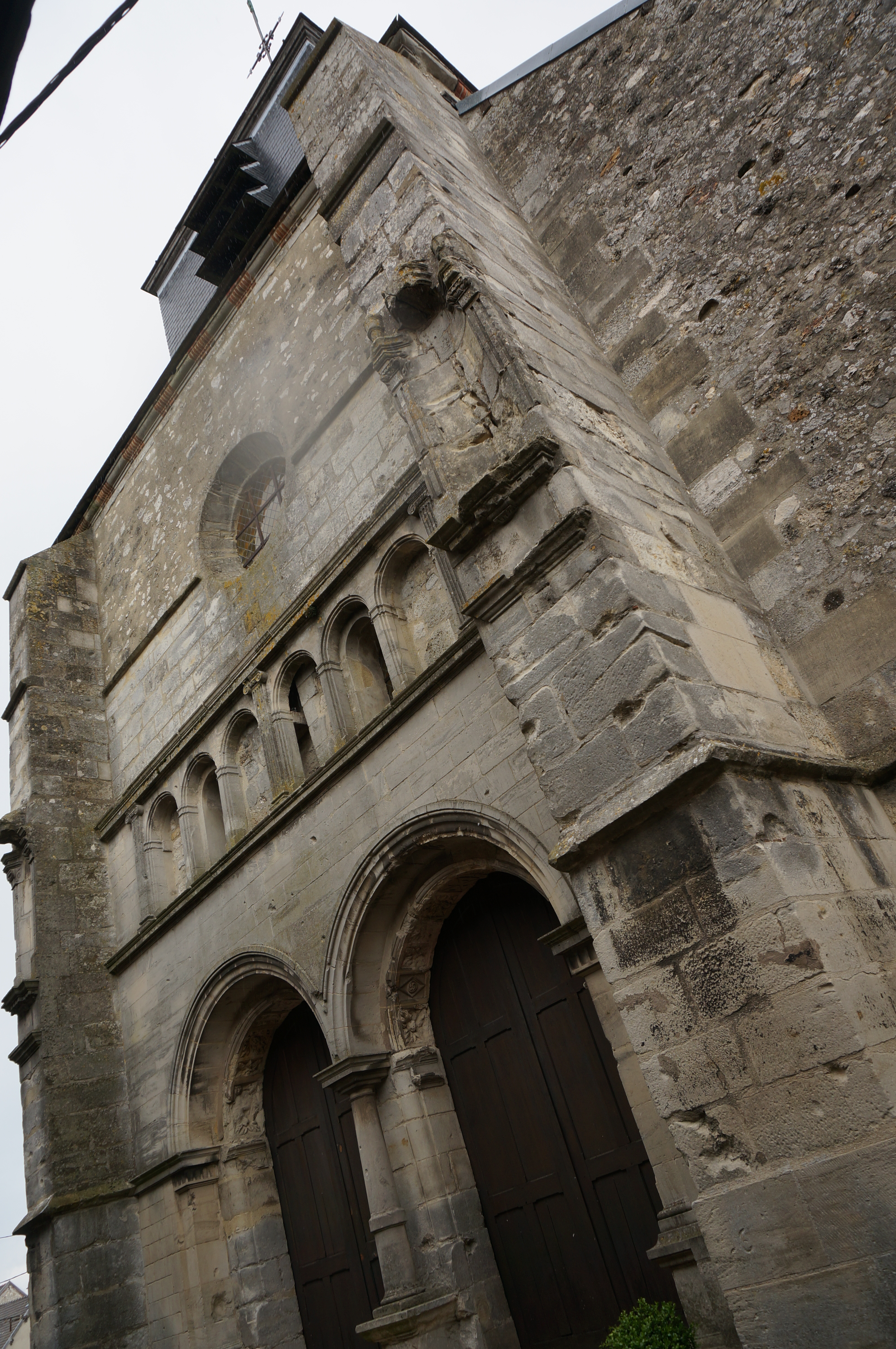
Le portail remanié.
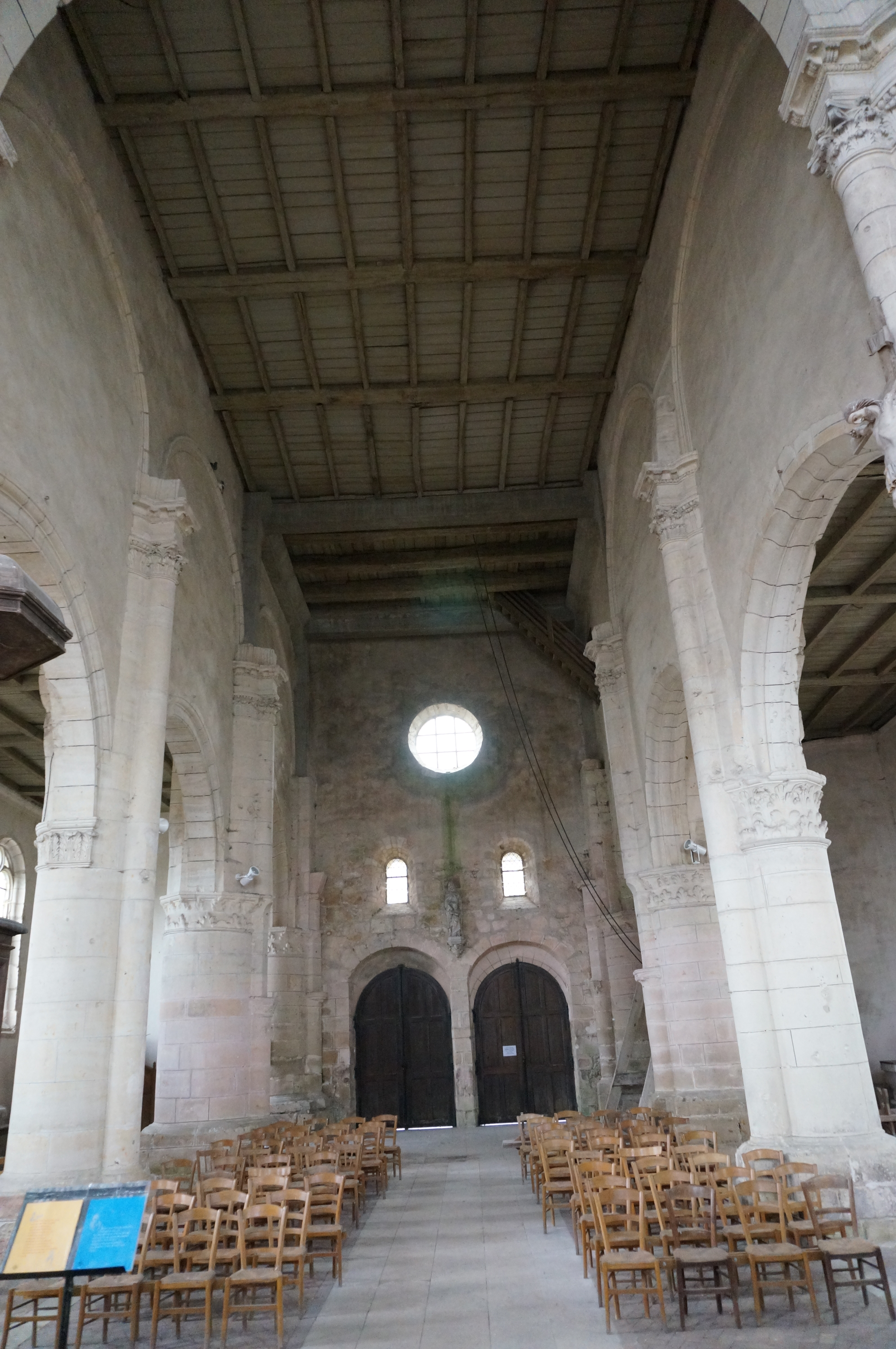
La nef.
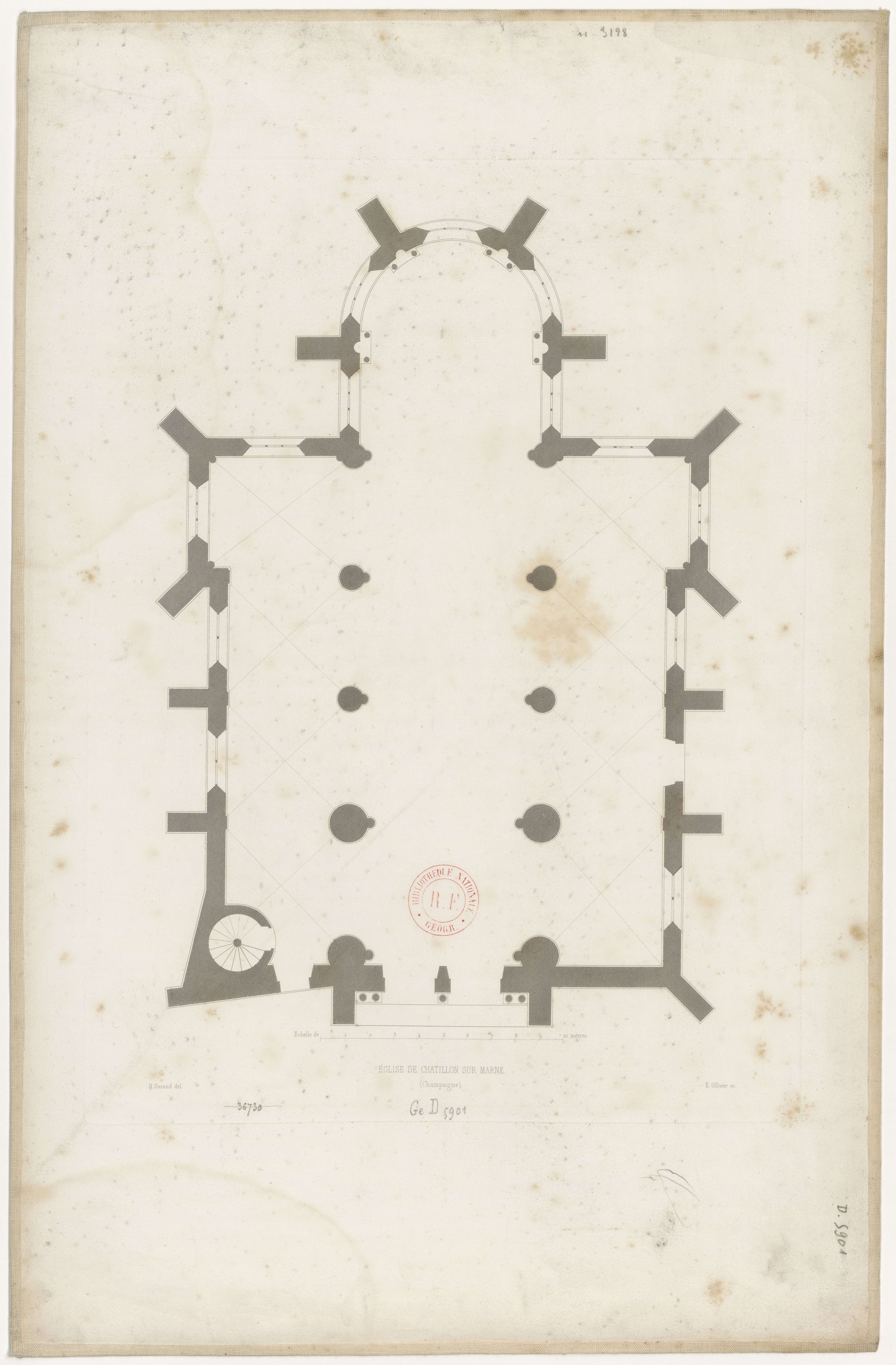
Plan.
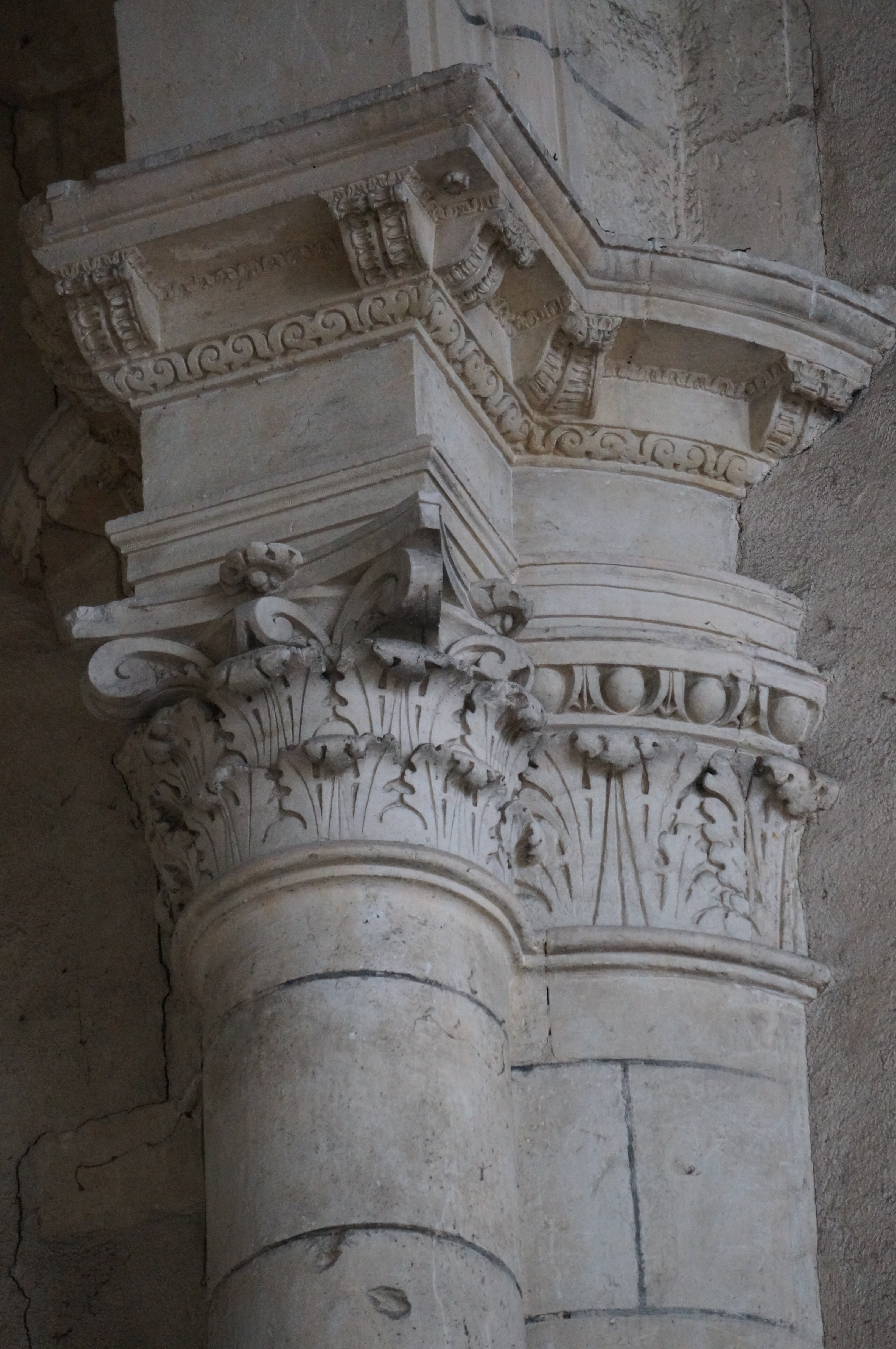
Un chapiteau modifié.
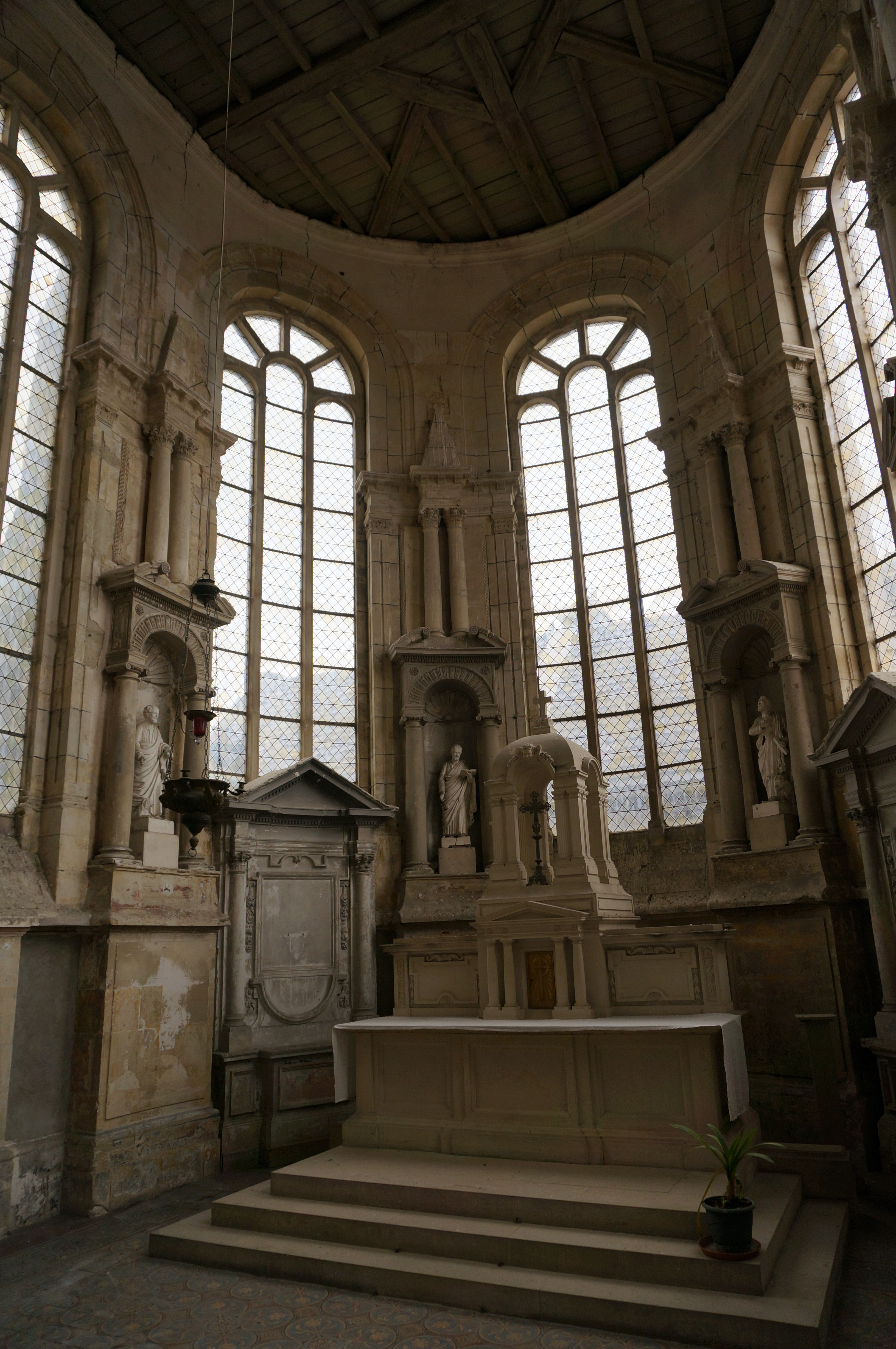
Autel principal.